# Indigofera caudata
Indigofera caudata är en ärtväxtart som beskrevs av Stephen Troyte Dunn. Indigofera caudata ingår i släktet indigosläktet, och familjen ärtväxter. Inga underarter finns listade i Catalogue of Life.